# Marçay, Vienne
Marçay là một xã, tọa lạc ở tỉnh Vienne trong vùng Nouvelle-Aquitaine, Pháp. Xã này có diện tích 30,32 km², dân số năm 2006 là 764 người. Xã nằm ở khu vực có độ cao trung bình 105 m trên mực nước biển.

## Hành chính
| Danh sách các xã trưởng |                  |                        |      |         |
| Giai đoạn               | Giai đoạn        | Tên                    | Đảng | Tư cách |
| tháng 3 năm 2001        | bầu lại năm 2008 | Jean-Jacques Deschamps |      |         |

## Biến động dân số
| Năm | 1962 | 1968 | 1975 | 1982 | 1990 | 1999 |
| --- | ---- | ---- | ---- | ---- | ---- | ---- |
| Dân số | 497  | 539  | 556  | 591  | 602  | 764  |
| From the year 1962 on: No double counting—residents of multiple communes (e.g. students and military personnel) are counted only once. |      |      |      |      |      |      |